# Nahuatzén
Nahuatzén är en kommunhuvudort i Mexiko.   Den ligger i kommunen Nahuatzen och delstaten Michoacán de Ocampo, i den södra delen av landet, 290 km väster om huvudstaden Mexico City. Nahuatzén ligger 2 415 meter över havet och antalet invånare är 8 164.
Terrängen runt Nahuatzén är huvudsakligen kuperad, men västerut är den bergig. Runt Nahuatzén är det ganska tätbefolkat, med 72 invånare per kvadratkilometer. Närmaste större samhälle är Paracho de Verduzco, 13,8 km väster om Nahuatzén. I omgivningarna runt Nahuatzén växer i huvudsak blandskog.